# Antrocaryon nannanii
Antrocaryon nannanii là một loài thực vật có hoa trong họ Đào lộn hột. Loài này được De Wild. mô tả khoa học đầu tiên năm 1926.